# Elimia boykiniana
Elimia boykiniana är en snäckart som först beskrevs av I. Lea 1840.  Elimia boykiniana ingår i släktet Elimia och familjen Pleuroceridae. IUCN kategoriserar arten globalt som sårbar. Inga underarter finns listade i Catalogue of Life.